# Релативна ускраћеност
Релативна ускраћеност је логичка грешка која настаје када говорник тврди да саговорников аргумент треба занемарити зато што има важнијих проблема које треба решити. Најчешће ти проблеми немају никакве везе са изнесеним аргументима, али се могу надовезати на тему разговора. Ова грешка се често користи да се изнесе како неко треба бити срећан са оним што има, јер су многи у горој ситуацији него што је он.
Грешка је често присутна код људи који знају да је нешто што раде лоше. Уколико су свесни својих недела, они покушају да се оправдају набрајајући много гора дела која су други урадили.

## Примери
- Ова салама има чудан укус, мора да је покварена. - Не измишљај, деца у Африци гладују јер немају шта да једу.

Стање са гладовањем у Африци јесте лоше, али то не значи да салама стварно нема чудан укус.
- Можда је цензура у Србији присутна, али је много горе у Кини.

Упоређивање са горим пимером не значи значи да је прва ствар мање битна. Сенека је то приметио - "да би био добар, није довољно да будеш бољи од најгорег".
- Присутност расизма у нашем друштву јесте проблем, али је незапосленост много важније решити.

Не мора значити да је незапосленост већи проблем од расизма у друштву. Довољно је сетити се Трeћег рајха као примера за супротно.
- Климатске промене су проблем који морамо решити, али нам је битније да прво побринемо за угрожене животиње.

Може се чинити као тачан исказ, али климатске промене могу угрозити још много животиња, укључујући и самог човека.